# August Landegren
August Landegren, tidigare Landgren, född den 13 juni 1793 i Simrishamn, död den 9 juni 1860 på Hammar i Nosaby socken, Kristianstads län, var en svensk ämbetsman. Han var son till borgmästare Pehr Gustaf Landgren samt far till Carl Eric August och Victor Landegren.
Landegren avlade hovrättsexamen vid Lunds universitet 1810. Han blev borgmästare i Södertälje 1819 och häradshövding i Västra och Östra Göinge häraders domsaga 1830. Landegren var riksdagsman i borgarståndet vid riksdagen 1828. Han var riddare av Nordstjärneorden.